# Resolution 2758 der UN-Generalversammlung
Die Resolution 2758 der UN-Generalversammlung betraf die Instandsetzung der Rechte der Volksrepublik China in den Vereinten Nationen in der 1976. Sitzung der Generalversammlung der Vereinten Nationen vom 25. Oktober 1971.
Die Generalversammlung beschloss, die Volksrepublik China als einzig rechtmäßigen Vertreter des chinesischen Volkes anzuerkennen und ihre Vertreter in den UN-Organen gegen die der „nationalchinesischen“ auszutauschen. Dabei handelte es sich argumentativ nicht um einen satzungsgemäßen Ausschluss Taiwans (Republik China), der nur bei einer „beharrlichen Verletzung der Grundsätze der UN-Charta“ vorgesehen ist, sondern nur um einen Austausch der Volksvertretung. Allerdings ist Taiwan seitdem bis heute nicht mehr in der UNO vertreten. Einer neuerlichen Mitgliedschaft werden aufgrund des zu erwartenden Vetos der Volksrepublik wenig Chancen eingeräumt.

## Wortlaut
Die entscheidende Textpassage lautet:

„Die Vollversammlung der Vereinten Nationen […] beschließt, all die Rechte der Volksrepublik China instandzusetzen und die Vertreter ihrer Regierung als die einzigen legitimierten Vertreter Chinas in den Vereinten Nationen anzuerkennen und von nun ab die Vertreter Chiang Kai-sheks von dem Platz zu entfernen, den sie zu Unrecht in den Vereinten Nationen und all ihren Organisationen einnehmen.“

Der Beschluss wurde mit 76 Ja-Stimmen, 35 Nein-Stimmen und 17 Enthaltungen angenommen.

## Geschichte
Bereits seit 1950 hat die Frage eines Austauschs der Repräsentanz die Vereinten Nationen beschäftigt. Entsprechende Anträge Indiens sowie der Sowjetunion wurden 1950 mit 33 zu 16 bzw. 37 zu 11 Stimmen abgelehnt. Immer wieder wurde eine neue Abstimmung beantragt und mehrheitlich vertagt. 1971 erreichte ein Antrag Albaniens vom 25. September, das Thema auf die Tagesordnung zu setzen, eine Mehrheit von 51 zu 49 Stimmen. Da die Generalversammlung das Thema aber zuvor zur „wichtigen Frage“ erklärte, wäre eine Zwei-Drittel-Mehrheit notwendig gewesen. Die USA gaben jedoch daraufhin ihre Blockadehaltung auf. Sie machten damit den Weg frei für eine Abstimmung und die Aufnahme der Volksrepublik, wenngleich sie sich gegen einen Ausschluss Taiwans stellten. Ihrer Ansicht nach sollten beide Staaten Mitglieder der Vereinten Nationen sein. Ein entsprechender Antrag vom 29. September wurde von der Volksrepublik mit dem Verweis, dass es keine zwei Chinas gebe, vehement zurückgewiesen. Vor der entscheidenden Abstimmung am 25. Oktober wurde ein Antrag der USA abgelehnt, nach dem die Angelegenheit mit Zwei-Drittel-Mehrheit entschieden werden muss. Ein Antrag der USA, nach dem beide Staaten in den Vereinten Nationen hätten verbleiben können, wurde mit 61 zu 51 Stimmen bei 16 Stimmenthaltungen abgelehnt. Der Botschafter Taiwans, Liu Chieh, zeigte sich verärgert über das „irrationale Verhalten, das in diesem Saal an den Tag gelegt wurde“ und sprach davon, dass die „Ideale, auf denen die UNO gegründet wurde, verraten“ wurden. Die Delegation aus Taiwan verließ daraufhin den Saal und beteiligte sich nicht mehr an der folgenden Abstimmung.

## Abstimmungsverhalten
Das Abstimmungsverhalten war wie folgt:
| Votum           | Zahl | Staaten | Stimmen in Prozent | in Prozent der UN-Mitgliedsstaaten |
| --------------- | ---- | --- | ------------------ | ---------------------------------- |
| Ja              | 76   | Afghanistan, Ägypten, Albanien, Algerien, Äquatorialguinea, Äthiopien, Belgien, Bhutan, Botswana, Bulgarien, Burma, Burundi, Ceylon, Chile, Dänemark, Ecuador, Finnland, Frankreich, Ghana, Guinea, Guyana, Indien, Irak, Iran, Irland, Island, Israel, Italien, Jemen, Jugoslawien, Kamerun, Kanada, Kenia, Kuba, Kuwait, Laos, Libyen, Malaysia, Mali, Marokko, Mauretanien, Mexiko, Mongolei, Nepal, Niederlande, Nigeria, Norwegen, Österreich, Pakistan, Polen, Peru, Portugal, Ruanda, Rumänien, Sambia, Schweden, Senegal, Sierra Leone, Singapur, Somalia, Sowjetunion, Sudan, Syrien, Tansania, Togo, Trinidad und Tobago, Tschechoslowakei, Tunesien, Türkei, Uganda, Ukrainische SSR, Ungarn, Vereinigtes Königreich, Volksrepublik Jemen, Volksrepublik Kongo, Weißrussische SSR | 59,4 %             | 58,0 %                             |
| Nein            | 35   | Australien, Bolivien, Brasilien, Costa Rica, Dahomey, Dominikanische Republik, El Salvador, Elfenbeinküste, Gabun, Gambia, Guatemala, Haiti, Honduras, Japan, Kambodscha, Demokratische Republik Kongo, Lesotho, Liberia, Madagaskar, Malawi, Malta, Neuseeland, Nicaragua, Niger, Obervolta, Paraguay, Philippinen, Saudi-Arabien, Südafrika, Swasiland, Tschad, Uruguay, Venezuela, Vereinigte Staaten, Zentralafrikanische Republik | 27,3 %             | 26,7 %                             |
| Enthaltung      | 17   | Argentinien, Bahrain, Barbados, Katar, Kolumbien, Fidschi, Griechenland, Indonesien, Jamaika, Jordanien, Libanon, Luxemburg, Mauritius, Panama, Spanien, Thailand, Zypern | 13,3 %             | 13,0 %                             |
| Abwesend        | 3    | Republik China (Taiwan), Malediven, Oman | –                  | 2,3 %                              |
| Nichtmitglieder | –    | Volksrepublik China, Bundesrepublik Deutschland (BRD), Deutsche Demokratische Republik (DDR), Nordkorea, Südkorea, Rhodesien, Schweiz, Nordvietnam, Südvietnam | –                  | –                                  |
| Gesamt          | 131  | – | 100,0 %            | 100,0 %                            |

## Folgen
Die Auswirkungen der Resolution 2758 sind, dass eine erneute Aufnahme Taiwans in die UN durch die Ein-China-Politik blockiert wird, obwohl die Republik China keinen Alleinvertretungsanspruch mehr stellt, und dass keine genaue territoriale Eingrenzung des Begriffes „Volksrepublik China“ vorgenommen wurde. 1971 ging man davon aus, dass das heutige Festlandchina samt der Insel Taiwan damit hinreichend bezeichnet worden ist. So wird teilweise angenommen und bestritten bzw. abgelehnt, dass die abstimmenden Mitglieder der UN-Generalversammlung bei der Verabschiedung eine Regelung für das gesamte chinesische Territorium einschließlich Taiwan und die Pescadoren-Inseln vorsahen. Die UN-Generalversammlung sprach der Volksrepublik China das Alleinvertretungsrecht für China zu, zugleich dasselbe der Republik China ab. Wer Taiwan und die Pescadoren-Inseln vertritt, wurde nach einigen Meinungen somit nicht ausdrücklich geklärt.
Diese Befugnis beansprucht seit 1945 die Republik China. Seitdem 1949 die Kuomintang nach Taiwan geflohen sind, sind Taiwan und die im Südchinesischen Meer befindlichen Pescadoren-Inseln das Hoheitsgebiet der Republik, mit kleinen Teilen der Provinz Fujian, welche einige dem Festland vorgelagerte Inselgruppen (Kinmen und Matsu) umfasst. Die Volksrepublik China hatte seit ihrer Gründung keine Kontrolle über diese Gebiete. (Siehe Geschichte Taiwans)
 Der Streit um diese Region spiegelt sich im China-Taiwan-Konflikt wider.
Die spätere Regierung der Republik unter dem pan-grünen Ex-Präsidenten Chen Shui-bian erklärte den in der Resolution suggerierten Zustand, Taiwan sei Teil der Volksrepublik China, für falsch, da es nie unter der Kontrolle der Volksrepublik China gestanden hätte und somit nicht von der Resolution erfasst werden würde. Eine Unabhängigkeitserklärung Taiwans (der Republik China) sei nach Chen Shui-bian somit kein Verstoß gegen die Resolution.

## Taiwans Wiederaufnahme-Versuche
Seit 2007 strebte Taiwans damaliger Präsident Chen Shui-bian nun aktiver die formelle Unabhängigkeit an und setzte sich für ein Referendum ein, wonach sich Taiwan bei der UNO nicht wie in den 14 Jahren zuvor als „Republik China“ bewerben solle, sondern als „Taiwan“. Dafür wurde er von Seiten der USA und der EU, insbesondere Deutschland und Frankreich, heftig kritisiert, da dieser Schritt als eine Provokation der Volksrepublik China angesehen wurde. Durch die Namensänderung und eine formelle Unabhängigkeitserklärung sollten die Chancen der Aufnahme verbessert werden, nachdem ein formeller Antragsbrief von Präsident Chen vom UN-Generalsekretär Ban Ki-moon mit dem Hinweis auf die Resolution 2758 ungeöffnet zurückgeschickt wurde und weitere diplomatische Bemühungen seitens Taiwans erfolglos blieben.
Entgegen der üblichen Praxis wurde der taiwanische Antrag also nicht an den Sicherheitsrat weitergeleitet, sondern vom Generalsekretariat erledigt. Taiwans Antrag auf UN-Mitgliedschaft hätte an sich nach „Regel 59 der Verfahrensordnung“ des Sicherheitsrates an diesen weitergeleitet werden müssen. Daraufhin wurde der Generalsekretär von mehreren Völkerrechtlern und seitens der USA heftig kritisiert; vor allem wurde seine Kompetenz in Frage gestellt. Trotz der strikten Abweisung des Gesuches der Republik China um Aufnahme wird dennoch weiterhin dieses Gesuch intern behandelt, auch wenn es nicht in die Tagesordnungen der Generalversammlungen aufgenommen wird.